# 창포
창포(菖蒲, Acorus calamus, sweet flag)는 창포과에 속하는 여러해살이 식물이며 가로로 뻗는 굵은 땅속줄기가 있다. 잎은 땅속줄기 끝에 뭉쳐 곧게 자라는데, 길이는 50~90 cm 정도로 딱딱하며, 선과 같이 가늘고 긴 모양을 하고 있다. 꽃줄기는 높이 25~40 cm 정도로 잎과 비슷하게 편평하다. 불염포는 녹색으로 잎과 같이 길다. 녹색 육수꽃차례는 원기둥 모양으로, 길이가 5~10 cm 정도인데, 양성화인 꽃이 빽빽하게 달려 있다. 꽃덮이조각은 넓은 선 모양으로 6개가 있다. 한편 수술도 6개가 있는데, 수술대는 희며 길이는 약 2mm 정도이다. 씨방은 상위이며, 3개의 방으로 나뉘어 있다. 열매는 액과인데, 적색을 띠며 그 안에는 몇 개의 씨가 만들어진다. 일본·중국, 한국의 제주·경기·황해·평북·함남북 등지에 주로 분포한다. 주로 연못, 도랑주변에서 자란다. 색은 흰색이나 연한 홍색 마디가 많고 독특한 향기가 난다.단오날엔 창포물로 머리를 감는다.

## 효용
단오날 창포를 넣어 삶은 물로 머리를 감고 목욕을 하는 풍습이 있다. 거담(祛痰·去痰), 건위(健胃) , 진경(鎭痙) 등에 효능이 있다 하여 한방에서 약재로 많이 이용하고 있으며, 특히 설사, 기관지염, 소화불량 등에는 창포의 뿌리를 사용한다. 또한 뿌리줄기는 방향성 건위제로 사용한다. 경신(輕身) · 연년(延年) · 불로(不老)한다. 뿌리를 뜨물에 담가서 하룻밤을 재운 뒤 뜨거운 햇볕에 말려서 가루로 하여 찹쌀 죽에 백밀(白蜜)을 조금 넣고 오동 열매 크기의 환을 지어 온주(溫酒)로 아침에는 30알, 저녁에는 20알을 복용한다.

## 재배 및 관리
햇빛이 잘 드는 습한 땅에서 기른다. 습지가 아닌 보통 흙에서도 물만 잘 주면 잘 자란다. 포기나누기로 증식한다.